# Three Rock Cove
Three Rock Cove (en français: Trois Cailloux) est une localité et district de services locaux, située sur la péninsule de Port-au-Port de l'Île de Terre-Neuve, dans la province de Terre-Neuve-et-Labrador, au Canada.

## Localités limitrophes